# Virginio Cáceres
Virginio Cáceres (21 de maig de 1962) és un exfutbolista paraguaià.

## Selecció del Paraguai
Va formar part de l'equip paraguaià a la Copa del Món de 1986.